# Widderkaninchen

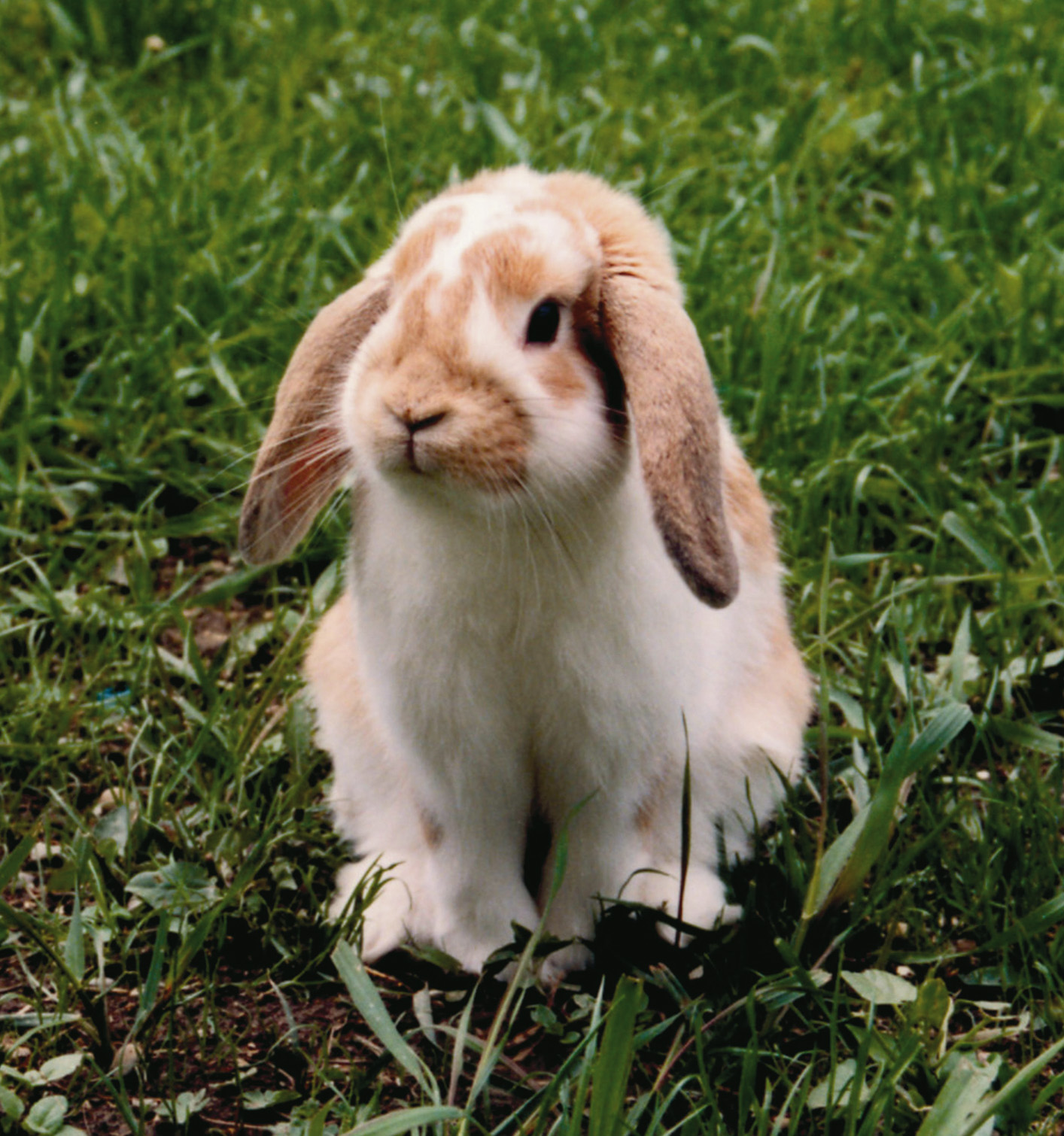
Ein Widderkaninchen-Männchen

Die Widderkaninchen sind eine Gruppe von Kaninchenrassen verschiedener Größe.

## Merkmale
Gemeinsames Merkmal der Widderkaninchen sind die seitlich am Kopf herabhängenden Ohren. Ihren deutschen Namen haben die Widderkaninchen von der typischen gewölbten Form des Kopfes (Ramsnase), die im Profil der Kopfform eines männlichen Schafes gleicht. Durch den etwas heraufgezogenen, knorpeligen Ohrenansatz entsteht auf dem Kopf eine kleine Wulst, die sogenannte Krone. Die Ohren sollen mit der Öffnung nach innen frei herabhängend (Hufeisenbehang) getragen werden, eine Ausnahme macht hier der Englische Widder. Der Körper ist meist kurz und gedrungen, jedoch beim Englischen Widder lang und schlank. Junge Widderkaninchen haben zunächst Stehohren, erst im Laufe des Wachstums, ab der 4.–6. Lebenswoche oder später, kippen die Ohren um.
Widderkaninchen gelten insgesamt als etwas ruhiger und weniger schreckhaft als andere Kaninchenrassen.

## Geschichte

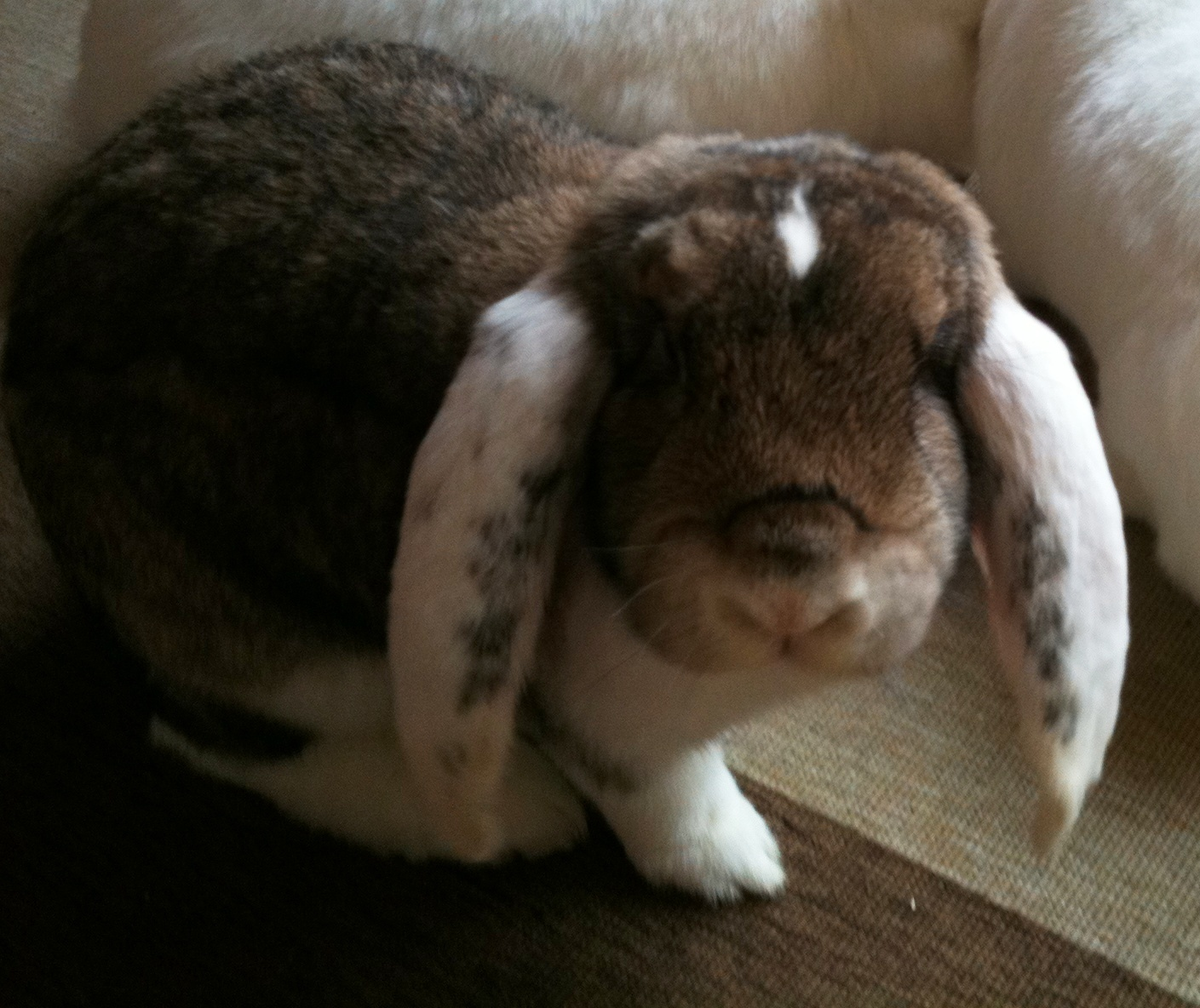
Deutscher Widder, Jungtier mit ungewöhnlicher Fellzeichnung

Hauskaninchen mit einem oder zwei herabhängenden Ohren sind schon seit mehreren hundert Jahren bekannt und auf historischen Abbildungen dargestellt. Charles Darwin beschreibt 1858 halb und ganz hängeohrige Kaninchen in seinem Werk „The variation of animals and plants under domestication“. Das Auftreten von Hängeohren als Domestikationsmerkmal ist auch von Hausschafen, Hausziegen, Hausschweinen und Haushunden bekannt. Verpaarungen von Tieren mit Hängeohren untereinander und entsprechende Auslese führten zur Reinerbigkeit dieses Merkmals.
Nach Deutschland gelangten die ersten französischen Widderkaninchen wahrscheinlich nach dem Deutsch-Französischen Krieg, bei dem viele Soldaten die Kaninchenzucht in Frankreich kennenlernten. Nach anderen Angaben erfolgte die Einfuhr bereits 1869, kurz vor dem Krieg. Wie in der Anfangszeit der Kaninchenzucht häufig üblich, wurden den neuen Rassen „exotische“ Namen beigelegt, die ersten Widderkaninchen wurden auch als „Patagonisches“ oder „Andalusisches“ Kaninchen bezeichnet.
Während man in Deutschland, wie auch in Frankreich, mehr auf die Wirtschaftlichkeit der Tiere Wert legte und aus den ursprünglichen das Deutsche Widderkaninchen herauszüchtete, entstand in England das Englische Widderkaninchen, bei dem das Zuchtziel auf geradezu grotesk lange und breite Ohren ausgelegt war. Sowohl der Französische (Deutsche) Widder wie auch der Englische Widder gehörten zu den ersten in Deutschland gezüchteten Kaninchenrassen und sind sehr häufig auf historischen Plakaten und Vereinsabzeichen zu sehen.
Später wurden weitere Widderrassen gezüchtet, so um 1900 der Meißner Widder, ein mittelgroßes Kaninchen mit gesilbertem Fell.

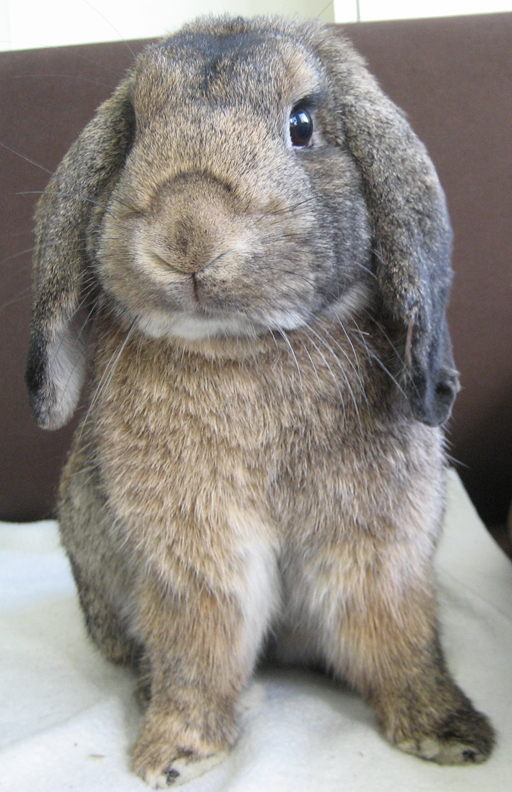
Deutscher Kleinwidder in wildgrau

Die Kleinwidder wurden seit 1954 von Erhard Diener aus Bischmisheim bei Saarbrücken gezüchtet. Auf einer Ausstellung gezeigt wurden sie erstmals 1957. Die Aufnahme als Rasse in den Standard erfolgte 1968. Da die Anerkennung vom Zentralverband Deutscher Kaninchenzüchter mit dem in der DDR für den gemeinsamen Standard zuständigen Verband der Kleingärtner, Siedler und Kleintierzüchter nicht abgesprochen war, galt diese Anerkennung nicht für die DDR. Hier zeigte Karl Becker aus Stadtlengsfeld, der auch die Rhönkaninchen gezüchtet hat, 1977 erstmals Deutsche Kleinwidder als Neuzüchtung. Die Anerkennung erfolgte 1980 mit den „Bewertungsbestimmungen für Rassekaninchen in sozialistischen Ländern“.
Widderzwerge wurden von Adrian de Cock aus Tilburg (Niederlande) seit 1952 gezielt gezüchtet. Er verwendete für seine Versuche Farbenzwerge und Französische Widder. Durch Verwandtschaftszucht und Selektion sowie Einkreuzen von madagaskarfarbigen Englischen Widdern und Farbenzwergen erzielte er in 12-jähriger Zucht die Widderzwerge, die 1964 das erste Mal in Den Bosch gezeigt und in den Niederlanden als Rasse anerkannt wurden. Im selben Jahr erfolgte die Einfuhr nach Deutschland, wo die Rasse durch die zeitgleiche Zucht der Kleinwidder vorerst keine große Beachtung fand. Als Rasse wurden die Widderzwerge 1973 in Deutschland anerkannt.

## In Deutschland anerkannte Widderrassen

### Deutscher Widder

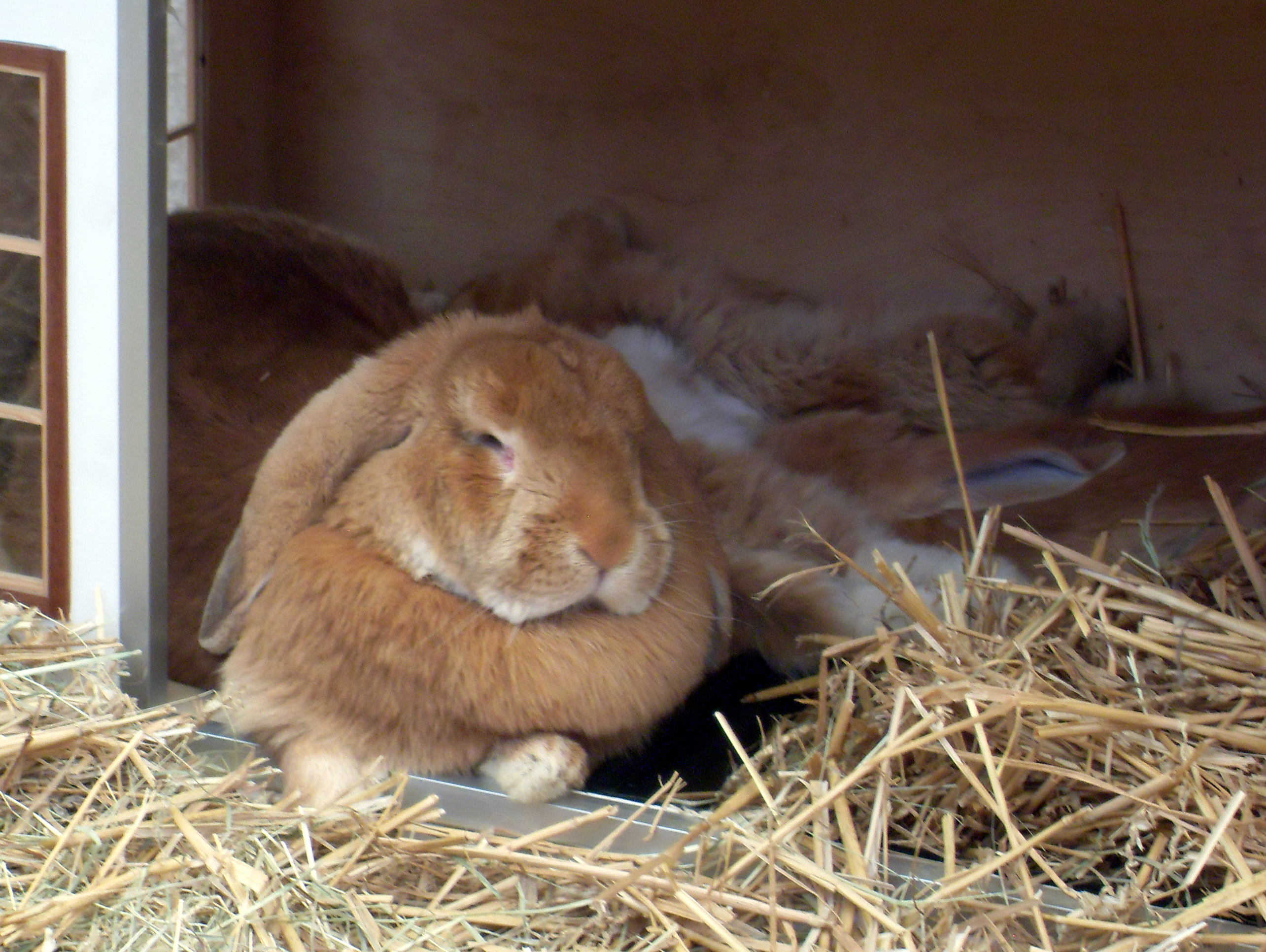
Deutsche Widder

Der Deutsche Widder ist die direkte Weiterentwicklung der aus Frankreich eingeführten Widderkaninchen. Es handelt sich um eine große Kaninchenrasse (Normalgewicht über 5,5 kg; 9,0 kg Höchstgewicht), die in verschiedenen Farbschlägen anerkannt ist. Der beliebteste und meistgezüchtete Farbschlag ist wild/hasengrau (w./hsgr.). Der Deutsche Widder wirkt eher gedrungen. Sein Kopf erscheint aufgrund der ausgeprägten Backen massig und breit. Die Ohren des Deutschen Widders sind breit und hängen, Öffnung zum Körper, halb über den Augen. Sie erreichen eine Spannweite von 38 bis 45 cm.

### Meißner Widder

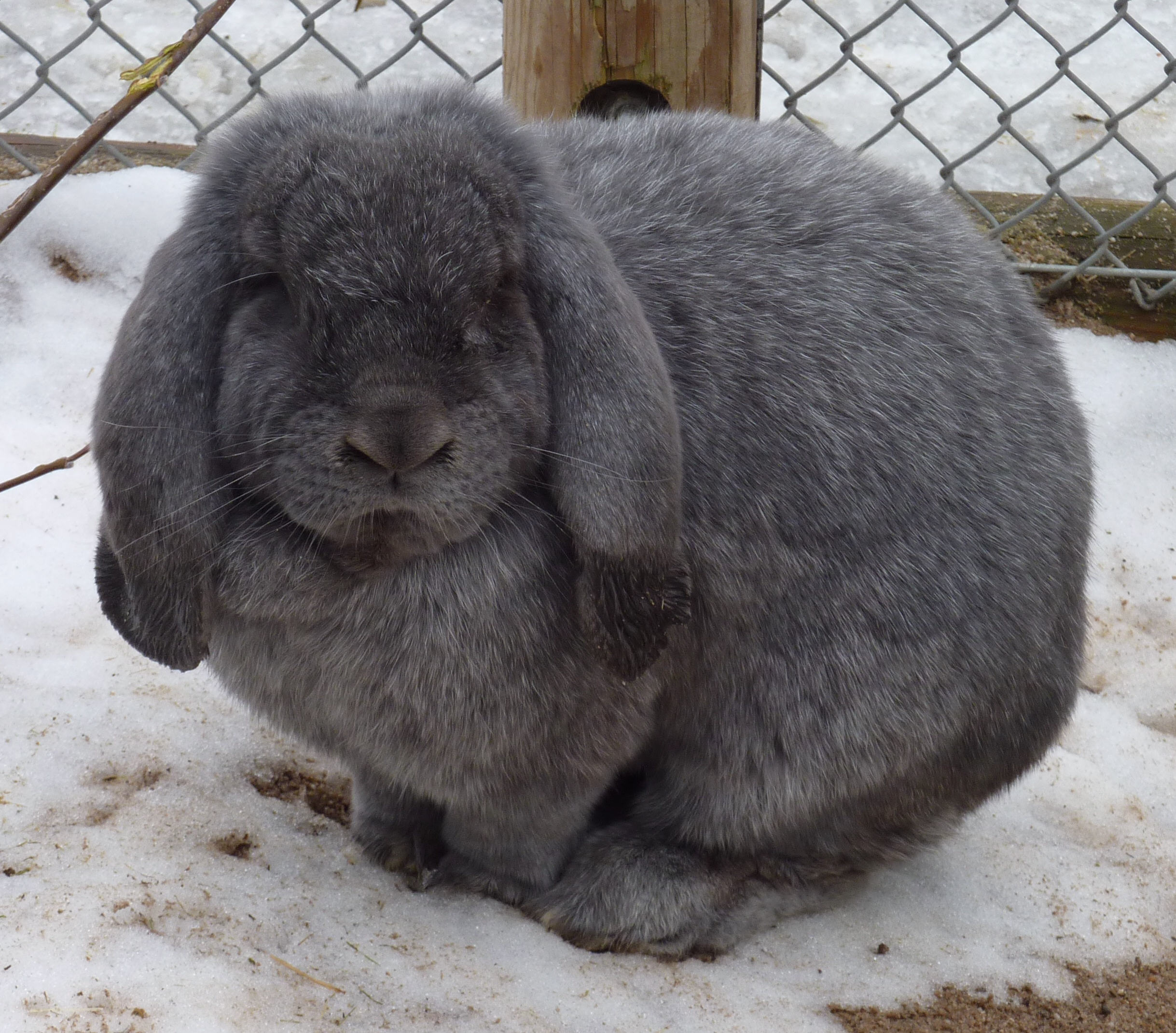
Meißner Widder

Der Meißner Widder wurde erstmals 1900 vorgestellt. Er wurde durch Kreuzungen von Englischen und Französischen Widdern mit Grausilberkaninchen von den Züchtern Leo Reck und Emil Neupold in Meißen erhalten. Sein typisches Rassemerkmal ist damit die Kombination des Widdertyps mit der Farbe der Silberkaninchen. Der Meißner Widder ist ein mittelgroßes Kaninchen mit einem Gewicht von 4,50 bis 5,5 kg. Vom Meißner Widder sind alle Farben anerkannt, die auch beim Kleinsilberkaninchen vorkommen. Laut Statistik des Zentralverbandes Deutscher Rasse-Kaninchenzüchter liegt der Anteil der Meißner Widder bei 0,3 % aller gezüchteten Kaninchen (Durchschnitt aller Rassen 1,3 %). Davon machen der schwarzsilberne Farbenschlag 75 % und der blausilberne 18 % aus.
Im Jahr 2020 betrug die Zahl der Zuchten des Meißner Widders noch 114 mit 298 weiblichen und 192 männlichen Tieren. Von der Gesellschaft zur Erhaltung alter und gefährdeter Haustierrassen (GEH) wurde der Meißner Widder auf die Rote Liste der gefährdeten Nutztierrassen (Stand 2022) gesetzt und in Kategorie II – stark gefährdet – eingestuft. Sie hat auch einen Rassebetreuer berufen.

### Englische Widder
Der Englische Widder unterscheidet sich im Typ deutlich von den übrigen Widderkaninchen: Während diese eher blockig und kräftig sind, ist der Englische Widder ein eher feingliedriges Tier. Die Ohren sind durch Auslese besonders lang und breit, in früheren Zeiten wurden Spannweiten von über 70 cm und Breiten von 16 cm erhalten. Man hielt die Tiere in geschützten, teilweise auch erwärmten Räumen, um das Wachstum der Ohren zu fördern. Heute beschränkt man die Spannweite auf 58–60 cm und die Breite auf 12–15 cm. Die Ohren werden mit der Schallöffnung nach vorn schlaff am Kopf herabhängend getragen. Auch vom Englischen Widder sind verschiedene Farbschläge zugelassen. Nachdem der Englische Widder um 1900 eine der beliebtesten Kaninchenrassen war, ist er heute sehr selten geworden.

### Deutsche Kleinwidder

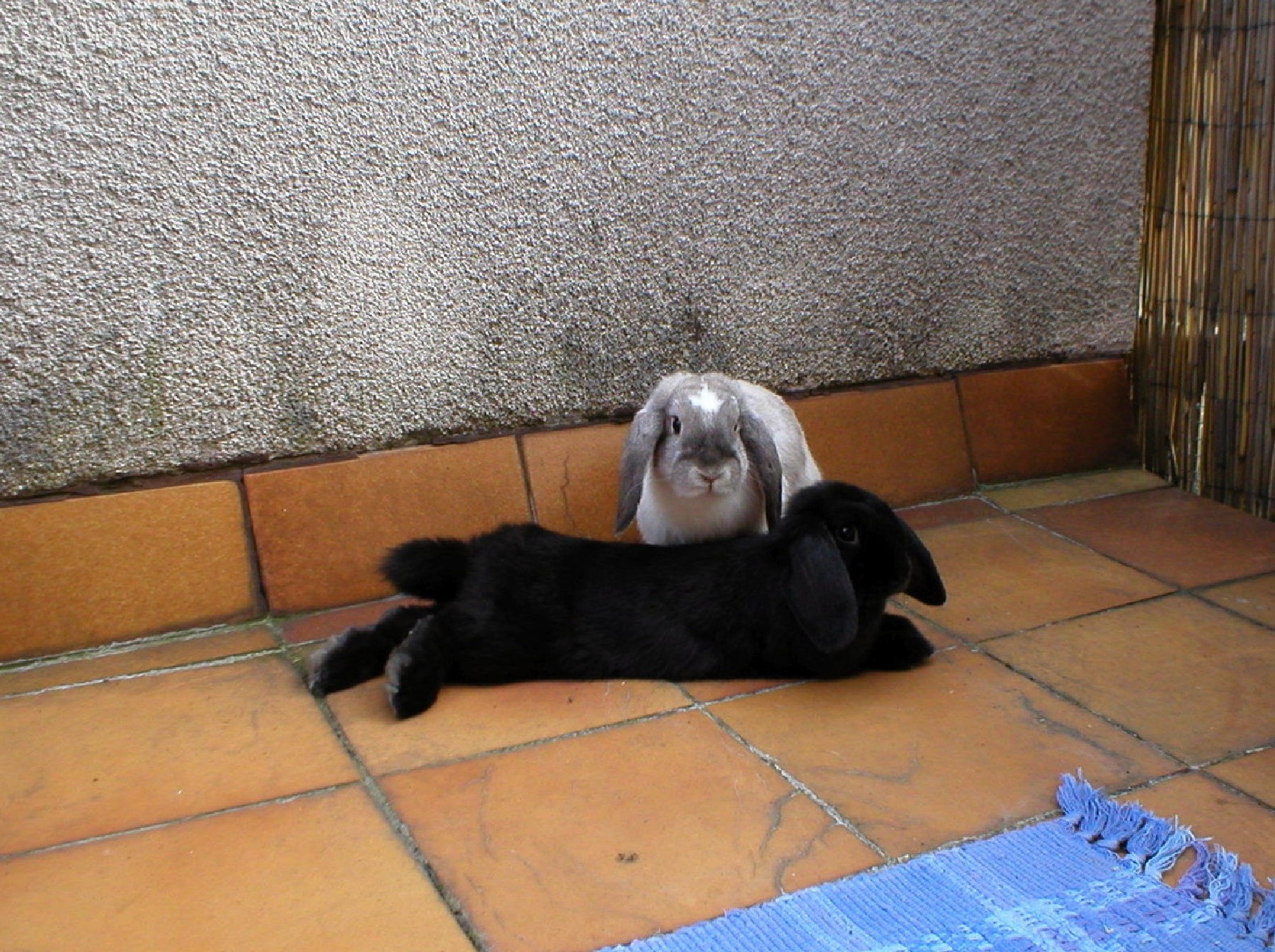
Zwei Zwergwidderkaninchen-Weibchen (Zibben)

Die Deutschen Kleinwidder gleichen bis auf die geringere Größe den Deutschen Widdern. Im Gegensatz zur großen Stammrasse wiegen die Kleinwidder nur ca. 3,00–4,00 kg. Das Idealgewicht sollte laut ZDRK-Standard bei 3,00–3,5 kg liegen. Bei den Farbschlägen gilt das beim Deutschen Widder Gesagte.
Die Körperform eines Kleinwidders sollte kurz und gedrungen mit einer schönen Rückenlinie und einem breiten, runden Becken sein. Ein typvoller Widderkopf mit Ramsnase und hufeisenförmigem Behang und gut ausgeprägter Krone zeichnen die Rasse aus. Die Ohrlänge (Spannweite) beträgt 30–36 cm. Der Rammler ist meist kräftiger gebaut als die Häsin und zeigt alle Merkmale in sehr ausgeprägter Form, wohingegen die Häsin im Normalfall einen schmaleren Kopf und zierlicheren Körperbau zeigt.

### Zwergwidder
Die in den Niederlanden etwa gleichzeitig zu den Deutschen Kleinwiddern gezüchteten Zwergwidder sind die kleinste Widderrasse. Das Normalgewicht beträgt 1,4 bis 1,9 kg, bei einem Höchstgewicht von 2 kg. Zwergwidder sind ähnlich den Farbenzwergen in einer Vielzahl von Farben bekannt. Sie tragen im Gegensatz zu den Farbenzwergen und dem Hermelinkaninchen nicht den Zwergfaktor.

## Zuchtbedingte Gesundheitsgefahren

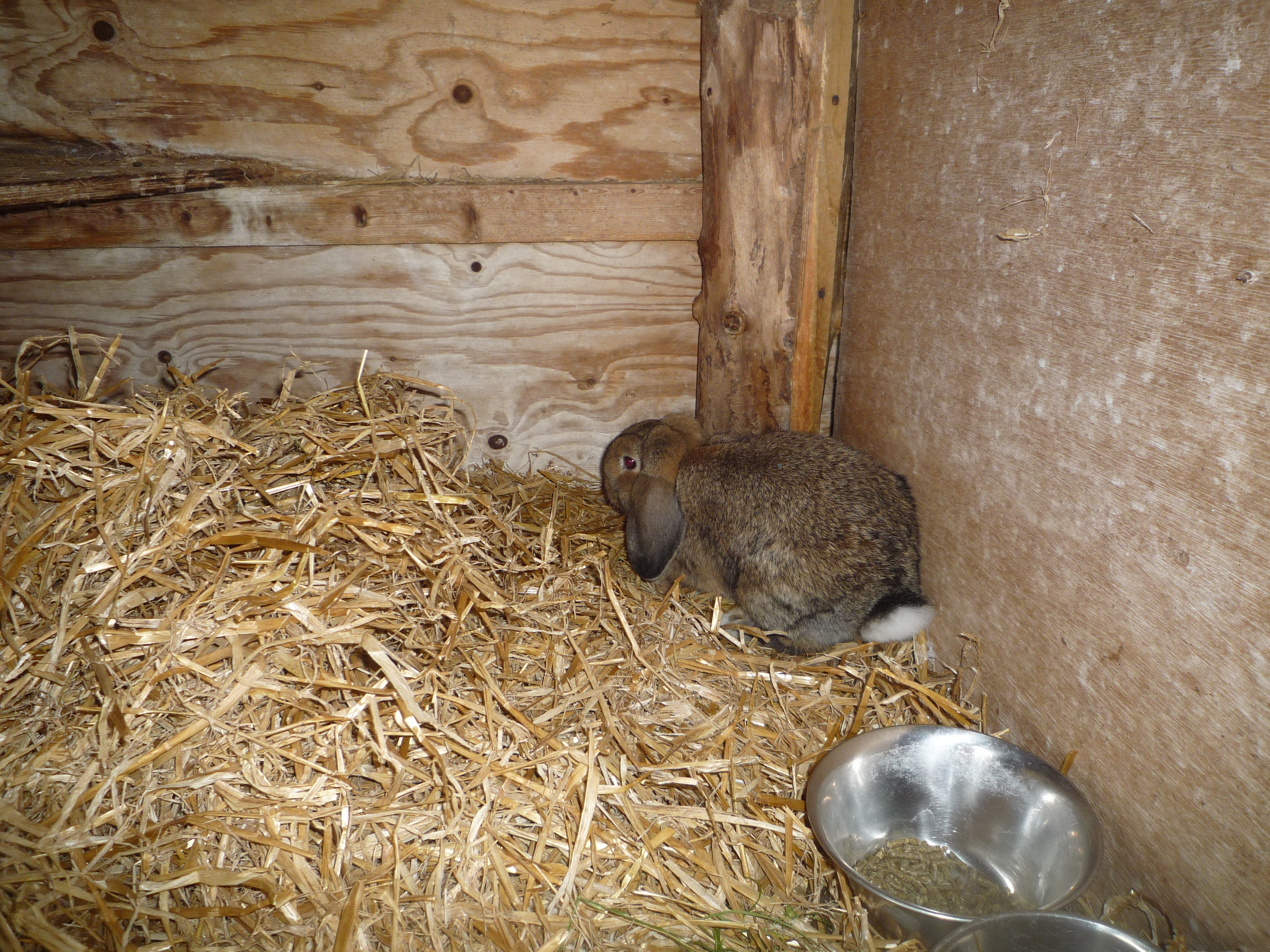
Nicht artgerechte Kleinwidder-Einzelhaltung

Widderkaninchen besitzen aufgrund ihrer durch künstliche Auslese entstandenen Schlappohren eine Disposition für bestimmte Erkrankungen und Verletzungen. Einschätzungen zu deren Häufigkeit beruhen jedoch hauptsächlich auf Beobachtungen und Erfahrungswerten von Haltern und Veterinären. Belastbare Prävalenzstudien, die allgemeingültige Aussagen zulassen könnten, gibt es bislang nicht.
Zu den Erkrankungen, die deutlich häufiger bei Kaninchen mit Schlappohren als bei solchen mit Stehohren beobachtet werden, zählen insbesondere Außen-, Mittel- und Innenohrentzündungen sowie Abszesse im Gehörgang, die nicht als Folge einer vorausgegangen oder begleitenden Erkrankung (z. B. Zahnprobleme, Atemwegsinfektionen oder Parasiten) zu erklären sind. Dies wird üblicherweise auf die besondere Anatomie der Ohren von Widderkaninchen zurückgeführt. So ist der Gehörgang bei Stehohren konisch geformt, relativ weit und starr, bei Schlappohren hingegen deutlich verengt und nachgiebig, da ihnen das Knorpelgewebe am Ohransatz fehlt, welches bei anderen Kaninchen die Ohren aufrecht hält. Der dadurch hervorgerufene Knick im Gehörgang stört den natürlichen Abtransport von Ohrenschmalz, wodurch dieser sich mit der Zeit akkumuliert und regelrechte Pfropfen bilden kann. Diese Ansammlungen von Ohrenschmalz gelten als ideale Brutherde für Erreger und können – wie beim Menschen auch – sogar zu Schwerhörigkeit führen. Eine aktuelle Studie an 34 gesunden und 16 an Außenohrentzündung erkrankten Kaninchen konnte signifikante Unterschiede des Mikrobioms in den Gehörgängen zwischen beiden Gruppen feststellen. So fanden sich bei den gesunden Tieren signifikant mehr verschiedene Arten von Bakterien und Pilzen als bei den erkrankten. Dies führt zu der Schlussfolgerung, dass eine übermäßige Vermehrung bestimmter Erreger eine zentrale Rolle bei der Entstehung primärer Außenohrentzündungen spielt, fraglich bleiben jedoch die dem zugrundeliegenden Ursachen. Nicht abschließend bewiesen ist bislang die Annahme, dass durch den Knick ein Luftabschluss entstünde, der das Wachstum schädlicher Mikroorganismen fördere. In diesem Fall müssten sich im Mikrobiom der Gehörgänge erkrankter Widderkaninchen hauptsächlich anaerobe Erreger finden, in der genannten Studie wurden jedoch auch aerobe Erreger nachgewiesen, die also Sauerstoff benötigen.
Problematisch ist an Außenohrentzündungen bei Kaninchen, dass sie, da sie oft subklinisch verlaufen, häufig lange unbemerkt bleiben und sich so zu einer Mittel- oder schlimmstenfalls einer Innenohrentzündung entwickeln können. Für die Diagnose einer Außenohrentzündung ist normalerweise ein Blick ins Ohr mittels Otoskop oder Endoskop ausreichend, bei Widderkaninchen kann dies durch den verengten und schlechter einsehbaren Gehörgang jedoch erschwert sein. Mittel- und Innenohrentzündungen sind in aller Regel nur mittels bildgebender Verfahren sicher zu diagnostizieren. Die Behandlung von Ohrinfektionen ist generell langwierig und erfordert mehrwöchige Antibiotikagaben. Eine dauerhafte Heilung ist insbesondere bei Widderkaninchen dennoch oft nur durch operative Eingriffe zu erzielen, da es durch die abgeknickten Gehörgänge bei reiner Antibiotikabehandlung meist zu Rückfällen kommt. Bei einer Außenohrentzündung hat sich eine Laterale Gehörgangsresektion als wirkungsvoll erwiesen, bei einer Mittelohrentzündung ist eine vollständige Gehörgangsablation mit Ostektomie der Paukenblase angezeigt.
Um das Risiko für das Entstehen derartiger Erkrankungen zu verringern, wird empfohlen, die Gehörgänge von Widderkaninchen regelmäßig auf überschüssigen Ohrenschmalz hin zu untersuchen und diesen bei Bedarf zu entfernen. Hierzu ist es meist ausreichend, eine milde Spüllösung (z. B. medizinische Kochsalzlösung, hypochlorige Säure oder kolloidales Silber) in das Ohr einzumassieren, sodass sich der angesammelte Schmalz lösen kann. Die Spüllösung sollte zuvor auf Verträglichkeit getestet werden, da Kaninchen sehr dünne und empfindliche Haut haben. Auch ist vor der Auswahl zu überprüfen, ob das Trommelfell beschädigt ist, da in diesem Fall einige Spüllösungen nicht eingesetzt werden dürfen. Absolut ungeeignet für eine dauerhafte Anwendung ist Chlorhexidin, da dieses zu schweren Hautirritationen und Entzündungen führen kann. Auch dürfen keinesfalls Wattestäbchen oder Ähnliches in das Ohr eingeführt werden. Eine zu häufige Reinigung der Ohren kann jedoch auch schädlich sein, da hierdurch die Schutzwirkung des Ohrenschmalzes verlorengeht, was ebenfalls Infektionen und Hautirritationen nach sich ziehen kann.
Repräsentative Prävalenzstudien zur Häufigkeit primärer Ohrinfektionen bei Kaninchen insgesamt sowie zur relativen Häufigkeit dieser Erkrankungen bei Schlappohren im Vergleich zu Stehohren, liegen bislang nicht vor. Bekannt ist aus veterinärmedizinischen Erfahrungen bisher also nur, dass Widderkaninchen häufiger an Ohrinfektionen erkranken, aber nicht, wie viel häufiger dies geschieht. Aufgrund des häufig subklinischen Verlaufs und der mitunter aufwendigen Diagnostik, ist jedoch bei Ohrinfektionen generell von einer hohen Dunkelziffer auszugehen.

Eine weitere Gesundheitsgefahr, der Widderkaninchen ausgesetzt sind, ist ein erhöhtes Risiko für Hitzschläge im Vergleich zu Kaninchen mit Stehohren (ausgenommen einige Zwergkaninchen). So sind die Ohren der von Natur aus stark hitzeempfindlichen Kaninchen eigentlich als ein Instrument der Thermoregulation angelegt und zu diesem Zwecke von einem komplexen Netz aus Blutgefäßen und arteriovenösen Anastomosen durchzogen. Hierdurch kann mittels Vasodilatation und Luftzirkulation Wärme abgegeben werden. Da bei Widderkaninchen die Ohren jedoch seitlich am Körper anliegen, ist die notwendige Luftzirkulation stark beeinträchtigt und somit auch die Wärmeregulierung. Dies hat zur Folge, dass Widderkaninchen mit sommerlichen Temperaturen noch schlechter zurechtkommen als viele andere Kaninchenrassen. Weniger betroffen sind hiervon allerdings Widderrassen mit besonders großen Ohren, z. B. Englische Widder. Bei solchen Rassen besteht stattdessen das gegenteilige Problem: Sie führen über ihre Ohren zu viel Wärme ab, was bei kalter Witterung zu Unterkühlungen führen kann. Infolgedessen sind sie nur bedingt für eine Überwinterung im Freien geeignet.

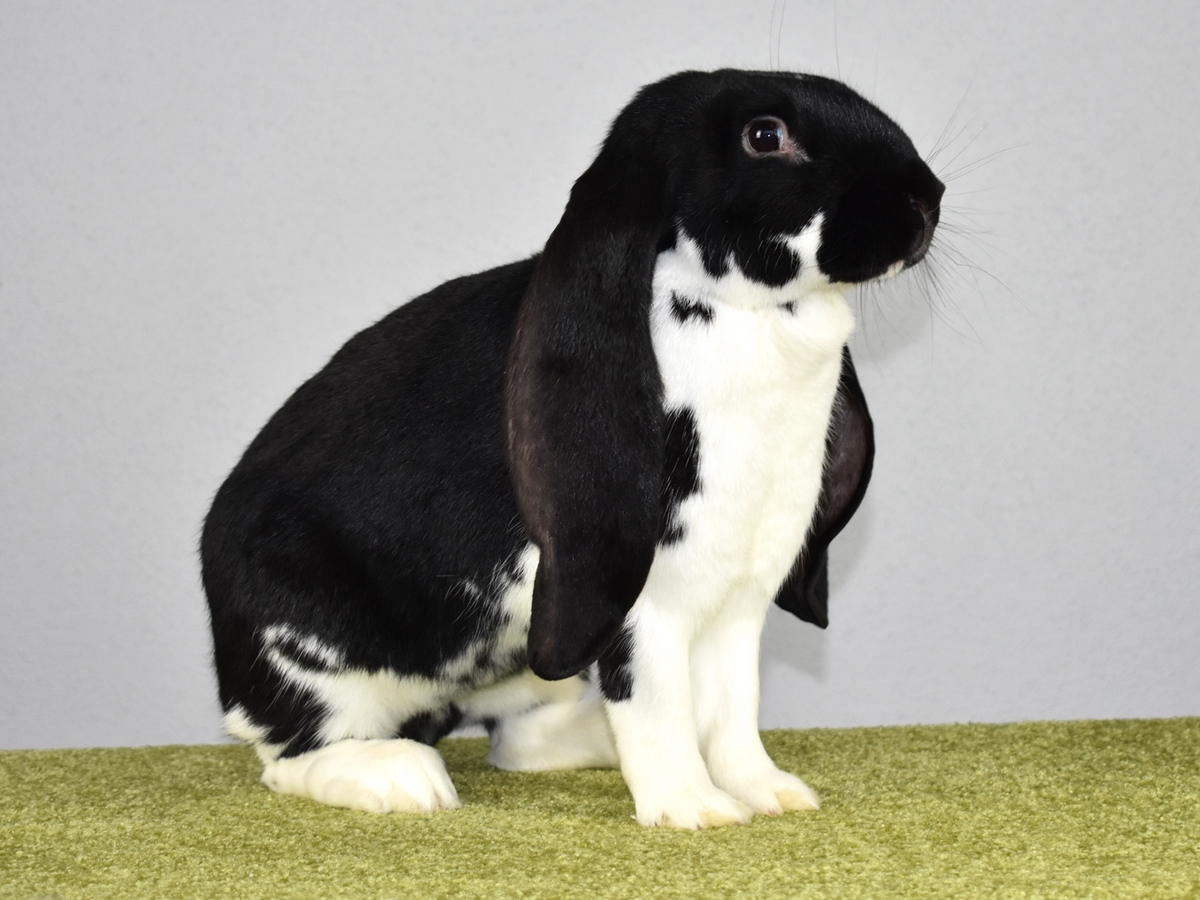
Die Ohren Englischer Widder berühren nur in aufrechter Position nicht den Boden.

Widderrassen, deren Ohren so groß sind, dass sie beim normalen Sitzen und Hoppeln ständig den Boden berühren, stehen indes auch aufgrund der daraus resultierenden Verletzungsgefahr in der Kritik. So werden die empfindlichen Kaninchenohren durch das dauerhafte Schleifen am Boden permanent gereizt und verschmutzt, was zu schweren Infektionen führen kann. Mitunter können die Schlappohren so lang sein, dass die Kaninchen beim Hoppeln darüber stolpern. Bei Schnee oder kalter Witterung kann es zudem zu Erfrierungen an den Ohren kommen. In Deutschland ist die Spannweite von Ohrspitze zu Ohrspitze bei Englischen Widdern zwar schon seit 2005 vom ZDRK auf 54 – 60 cm begrenzt,  A was Exemplare mit längeren Ohren bei Ausstellungen von der Bewertung ausschließt. Da die Ohren auch so noch in fast jeder Position den Boden berühren, bestehen die genannten Probleme aber unvermindert fort, insbesondere wenn die betroffenen Kaninchen ausreichend Platz zur Verfügung haben, um ihrem Bewegungsdrang nachzukommen. So lässt sich Verletzungen der Ohren praktisch nur durch Buchtenhaltung effektiv vorbeugen, wie sie von zahlreichen Züchtern und Zuchtverbänden nach wie vor betrieben wird, auch da Verletzungen auf Ausstellungen zu Punktabzug führen. Aufgrund des enormen Bewegungs- und Beschäftigungsdrangs, den Kaninchen von Natur aus besitzen, ist diese Haltungsform aus tierschutzrechtlicher Sicht jedoch abzulehnen. B
Eine Querschnittsstudie umfasste anonymisierte, klinische Aufzeichnungen von 6.349 Kaninchen, die im Jahr 2013 in 107 englischen Tierarztpraxen vorgestellt wurden. Otitiden waren mit 1 % vertreten, mit Hitzschlag (Heat stroke) wurde 1 Tier erfasst (0,04 %).
In einer Studie von Jackson et al., 2024 wurden klinische Aufzeichnungen des Jahres 2019 von 161.979 Kaninchen in Bezug auf das Auftreten von Zahnerkrankungen ausgewertet. Weder eine hängeohrige noch eine brachycephale Schädelform war signifikant mit einer erhöhten Wahrscheinlichkeit von Zahnerkrankungen verbunden.
Die Ergebnisse einer Studie mit einer Stichprobe von 3.933 Tieren von insgesamt 162.017 Heimkaninchen aus 1.224 englischen Kliniken ergaben keinen Hinweis darauf, dass sich die Wahrscheinlichkeit, mindestens eine Erkrankung aufzuweisen, zwischen den verschiedenen Ohrformen, dem Geschlecht oder der Schädelform unterschied. Die häufigsten Erkrankungen waren alle mit zugrundeliegenden Defiziten in der Haltung und Ernährung in Verbindung zu bringen und unabhängig von der Ohr- oder Schädelform. Hitzschlag (Heat stroke) wurde für insgesamt für 3 Kaninchen (0,08 %) verzeichnet. Dabei handelte es sich um 2 Tiere ohne Rasseangabe und 1 Widderkaninchen. Otitiden waren, wie in der Studie Auswertung aus dem Jahr 2013, mit 1 % vertreten. 
Ergebnisse einer Studie mit Heimkaninchen zeigten, dass das Alter, das Geschlecht, der Reproduktionsstatus und die Rasse (Hängeohr vs. Stehohr) keinen signifikanten Einfluss auf die Wahrscheinlichkeit einer schwereren Rhinitis hatten, aber Kaninchen mit Stehohren eine signifikant höhere Wahrscheinlichkeit für eine schwerere Sinusitis aufwiesen als Kaninchen mit Hängeohren, während das Alter, das Geschlecht und der Fortpflanzungsstatus keinen Einfluss auf die Wahrscheinlichkeit einer Sinusitis hatten.
Die vier letztgenannten Studien betätigen eine umfangreiche Ausarbeitung, in der die Theorie des Vorliegens einer "Qualzucht" bei Kaninchen mit hängenden Ohren (Widderkaninchen) widerlegt wurde. Maßgebliche Faktoren für Erkrankungen von Kaninchen, unabhängig von einem Phänotyp, liegen in der Haltung und Ernährung der Tiere begründet.